# گرانش بزرگ
[[]]

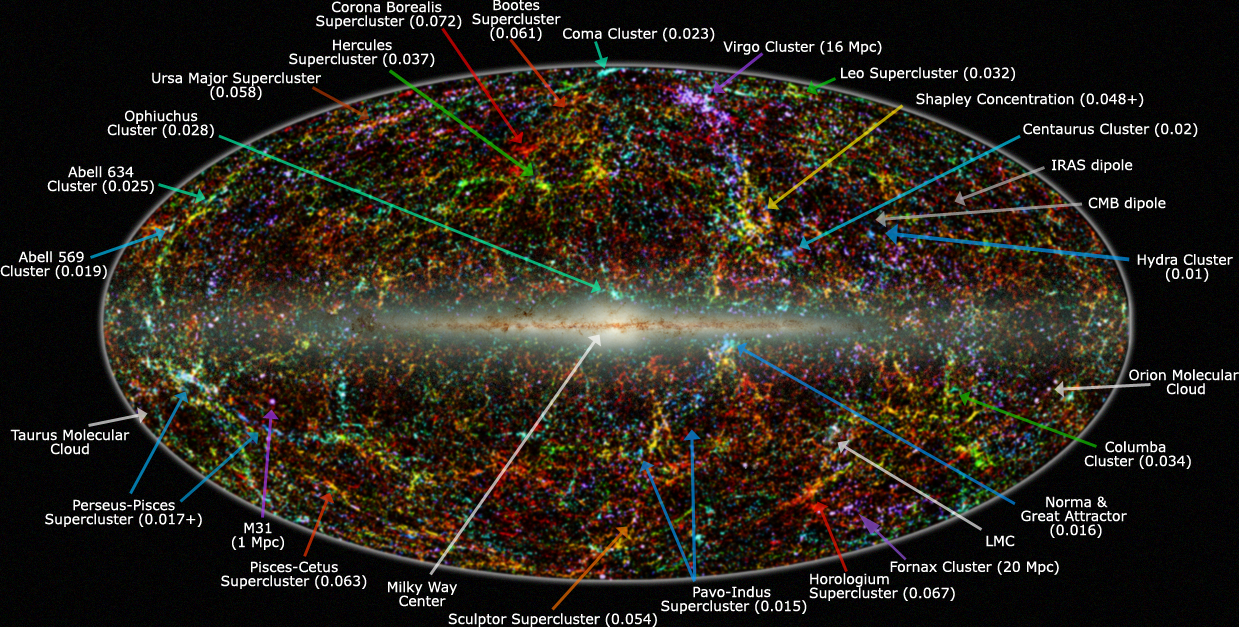
Panoramic view of the entire near-infrared sky. The location of the Great Attractor is shown following the long blue arrow at bottom right.

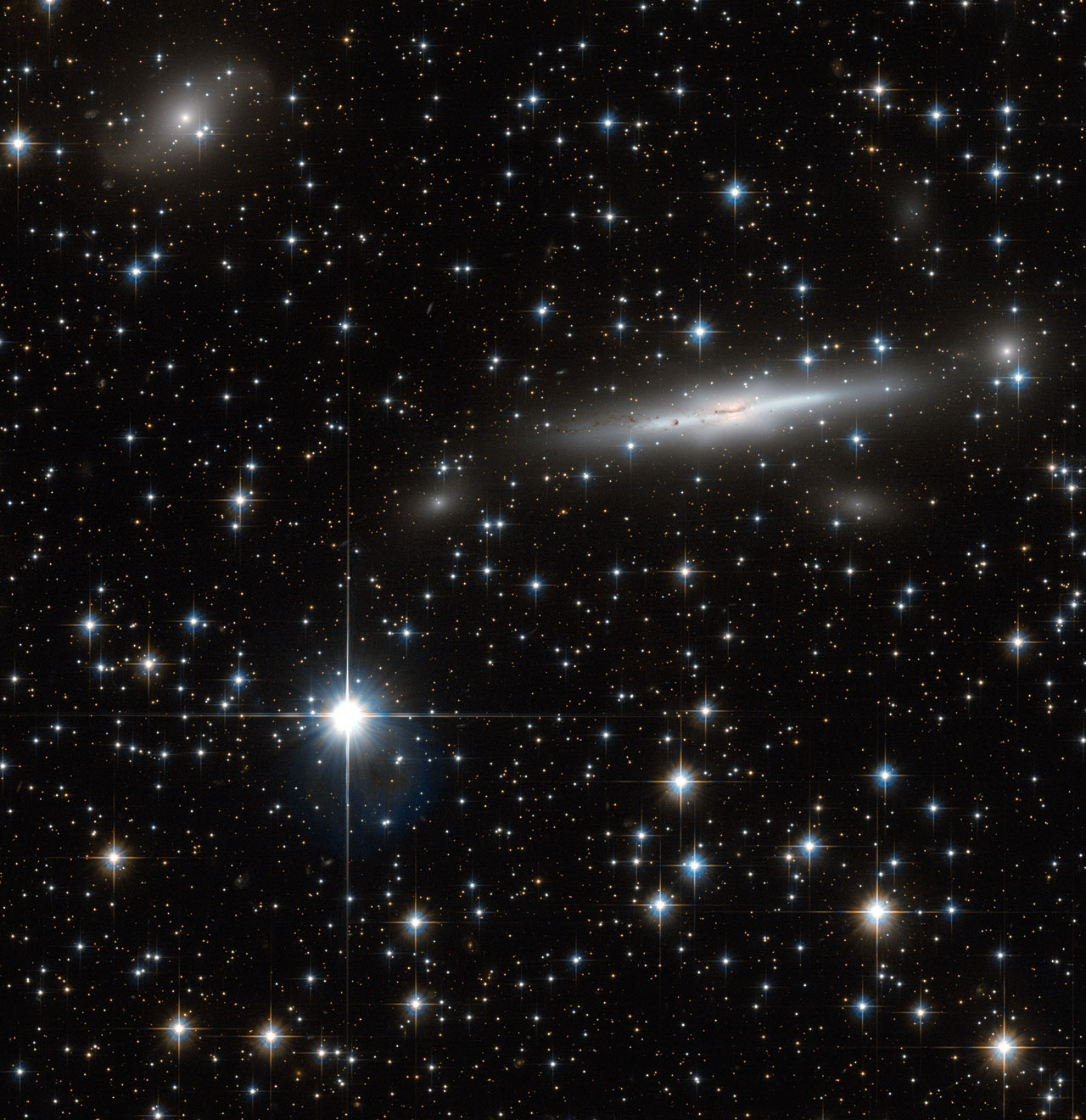
Hubble Space Telescope image of the region of the sky where the Great Attractor is located

گرانش بزرگ، جاذبه بزرگ یا گرانشگر بزرگ (انگلیسی: Great Attractor) منطقه‌ای با نیروی گرانشی در فضای بین‌کهکشانی و نقطه گرانشی مرکزی ظاهری ابرخوشه کهکشانی لانیاکیا است که شامل کهکشان راه شیری و همچنین حدود ۱۰۰٬۰۰۰ کهکشان دیگر است.
این گرانش مشاهده شده غلظت موضعی جرم را در مرتبه ۱۰۱۶ جرم خورشیدی نشان می‌دهد. با این حال، توسط صفحه کهکشانی راه شیری، که در پشت منطقه اجتناب (ZOA) قرار دارد، پوشیده شده است، به طوری که در طول موج‌های نور مرئی، مشاهده مستقیم جذب کننده بزرگ دشوار است.
این جاذبه با تأثیر آن بر حرکت کهکشان‌ها و خوشه‌های مرتبط با آنها در منطقه‌ای به فاصله صدها میلیون سال نوری در سراسر جهان قابل مشاهده است. این کهکشان‌ها در بالا و پایین منطقه اجتناب قابل مشاهده هستند. همه آنها مطابق با جریان هابل به قرمز منتقل شده‌اند، که نشان می‌دهد نسبت به ما و یکدیگر در حال عقب‌نشینی هستند، اما تغییرات در جابجایی‌های قرمز آنها به اندازه کافی بزرگ و منظم است که نشان می‌دهد کمی به سمت جاذبه کشیده شده‌اند. تغییرات در جابه‌جایی‌های قرمز آن‌ها به عنوان سرعت‌های عجیب و غریب شناخته می‌شوند و بسته به انحراف زاویه‌ای از جهت به سمت جاذبه بزرگ، محدوده‌ای از +۷۰۰ کیلومتر بر ثانیه تا -۷۰۰ کیلومتر بر ثانیه را پوشش می‌دهند.
خود جذب کننده بزرگ به سمت ابرخوشه شپلی حرکت می‌کند. مطالعات نجومی اخیر توسط تیمی از اخترفیزیکدانان آفریقای جنوبی، ابرخوشه ای از کهکشان‌ها را به نام ابرخوشه Vela در مکان تئوری کشنده بزرگ نشان داد.

## تاریخچه
جذب کننده بزرگ توسط Dressler در سال ۱۹۸۷ نامگذاری شد پس از دهه‌ها بررسی انتقال به سرخ که مجموعه داده بزرگی از مقادیر انتقال به سرخ را ایجاد کرد. سپس مقادیر انتقال به سرخ و اندازه‌گیری‌های فاصله مستقل از اندازه‌گیری‌های انتقال به سرخ برای ایجاد نقشه‌هایی با سرعت عجیب ترکیب شدند.: 274 : ۲۷۴
اخترفیزیکدانان از طریق یک سری آزمایش‌های سرعت عجیب دریافتند که کهکشان راه شیری با سرعتی در حدود ۶۰۰ کیلومتر بر ثانیه در جهت صورت فلکی قنطورس در حال حرکت است . [نیاز به نقل از] سپس، از کشف دوقطبی‌های پس زمینه مایکروویو کیهانی (CMB) برای انعکاس حرکت گروه محلی کهکشان‌ها به سمت جاذبه بزرگ استفاده شد. دههٔ ۱۹۸۰ اکتشافات زیادی در مورد جذب کننده بزرگ به ارمغان آورد، مانند این واقعیت که کهکشان راه شیری تنها کهکشانی نیست که تحت تأثیر قرار گرفته است. تقریباً ۴۰۰ کهکشان بیضوی در حال حرکت به سمت جاذبه بزرگ فراتر از منطقه اجتناب ناشی از نور کهکشان راه شیری هستند.
تلاش‌های شدید برای رفع مشکلات ناشی از انسداد کهکشان راه شیری در اواخر دهه ۱۹۹۰، خوشه نورما را در مرکز منطقه جذب کننده بزرگ شناسایی کرد.

## مکان
اولین نشانه‌های انحراف از انبساط یکنواخت کیهان در سال ۱۹۷۳ و دوباره در سال ۱۹۷۸ گزارش شد. مکان گرانش بزرگ سرانجام در سال ۱۹۸۶ مشخص شد: این جاذبه در فاصله‌ای بین ۱۵۰ تا ۲۵۰ (میلیون سال نوری) قرار دارد) (47–79 Mpc)، که بزرگ‌تر، جدیدترین تخمین، دور از کهکشان راه شیری، در جهت صورت‌های فلکی مثلث استرالیایی (مثلث جنوبی) و نورما (میدان نجار) است.در حالی که اجرام در آن جهت در منطقه اجتناب قرار دارند (بخشی از آسمان شب که توسط کهکشان راه شیری پوشیده شده است) و بنابراین مطالعه با طول موج‌های مرئی دشوار است، مشاهدات اشعه ایکس نشان داده است که این منطقه از فضا می‌باشد. تحت سلطه خوشه نورما (ACO 3627)، یک خوشه عظیم از کهکشان‌ها که شامل کهکشان‌های بزرگ و قدیمی است، که بسیاری از آنها با همسایگان خود برخورد می‌کنند و مقادیر زیادی امواج رادیویی را ساطع می‌کنند.

## بحث بر سر جرم ظاهری
در سال ۱۹۹۲، بیشتر سیگنال ظاهری جاذبه بزرگ به یک اثر آماری به نام سوگیری Malmquist نسبت داده شد.در سال ۲۰۰۵، اخترشناسانی که یک بررسی پرتو ایکس از بخشی از آسمان به نام پروژه خوشه‌ها در منطقه اجتناب (CIZA) انجام دادند، گزارش دادند که جاذبه بزرگ در واقع تنها یک دهم جرمی است که دانشمندان در ابتدا تخمین زده بودند. این بررسی همچنین نظریه‌های قبلی را تأیید کرد که کهکشان راه شیری در واقع به سمت خوشه‌ای بسیار عظیم‌تر از کهکشان‌ها در نزدیکی ابرخوشه شپلی کشیده می‌شود، که فراتر از جاذبهٔ بزرگ قرار دارد، و جذب کننده شپلی نامیده می‌شود.

## ابرخوشه لانیاکیا
ابرخوشه لانیاکیا پیشنهادی به عنوان حوضه جاذبه بزرگ تعریف شده است. تقریباً چهار ابرخوشه کهکشانی، از جمله ابرخوشه‌های باکره و هیدرا قنطورس را پوشش می‌دهد و در گسترهٔ ۵۰۰ میلیون سال نوری قرار دارد. از آنجایی که چگالی به آن اندازه نیست که بتواند از نظر گرانشی محدود شود، باید با انبساط جهان پراکنده شود، اما در عوض توسط یک نقطه کانونی گرانشی لنگر انداخته است؛ بنابراین جاذبه بزرگ هسته ابرخوشه جدید خواهد بود.